# Heinz Happ
Heinz Happ (* 8. Mai 1931 in Frankfurt am Main; † 14. Januar 2014 in Tübingen) war ein deutscher Altphilologe.
Happ studierte Latein und Griechisch an den Universitäten Frankfurt und Tübingen. Sein Studium schloss er 1958 mit einer Dissertation über den spätrömischen Autor Luxurius ab (einen Dichter namens Lisorius setzte Happ in einer späteren Abhandlung mit Luxurius gleich). 1966 erfolgte die Habilitation mit der Arbeit Hyle – Studien zum aristotelischen Materiebegriff. 1967 wurde Happ Dozent, ab 1973 außerplanmäßiger Professor an der Universität Tübingen, 1979 wurde er zum C2-Professor berufen. In seinen weiteren wissenschaftlichen Arbeiten ist Happ vor allem als Promotor der Dependenzgrammatik in der Anwendung auf das Lateinische in Erscheinung getreten und hat damit die Entwicklung der lateinischen Schulgrammatik wesentlich vorangetrieben.
Seine Veröffentlichung von 1985 zu den Grundbegriffen Paradigmatisch – syntagmatisch war die letzte auf dem Gebiet der Linguistik. Der Grund dafür waren auch die zum Teil heftigen Reaktionen nach seinen Grundfragen und seine sensible Haltung gegenüber manchen Rezensionen. Allerdings ist dieses Werk nicht nur in Deutschland ein Standardwerk geworden und wird noch heute verwendet und zitiert, wie etwa der erste Band von Harm Pinksters Oxford Latin Syntax zeigt. Dieses Werk ist sicherlich die wichtigste deutsche Publikation zur lateinischen Linguistik in der zweiten Hälfte des 20. Jahrhunderts. 
Heinz Happ war in zweiter Ehe verheiratet und Vater von vier Kindern.

## Schriften (Auswahl)
- Luxurius. Text, Kommentar, Untersuchungen. Diss. Tübingen 1961. Druckfassung: Stuttgart, Teubner 1986, 2 Bde. (Sammlung wissenschaftlicher Commentare).
- Hyle. Studien zum aristotelischen Materiebegriff. Walter de Gruyter, Berlin/New York 1971 (Habil.-Schr. Univ. Tübingen).
- Grundfragen einer Dependenzgrammatik des Lateinischen. Vandenhoeck & Ruprecht, Göttingen 1976. (Grundlagenwerk zur Anwendung der Dependenzgrammatik auf das Lateinische)
- Zusammen mit Ulrich Dönnges: Dependenz-Grammatik und Latein-Unterricht. Vandenhoeck und Ruprecht, Göttingen 1977.
- Zur Erneuerung der lateinischen Schulgrammatiken. Diesterweg, Frankfurt am Main/Berlin/München 1977.
- Paradigmatisch – syntagmatisch. Zur Bestimmung und Klärung zweier Grundbegriffe der Sprachwissenschaft. C. Winter, Heidelberg 1985.